# 馮
馮（ふう、ひょう）は、漢姓の一つ。

## 中国
馮は中華圏の姓の一つ。『百家姓』では9番目に置かれている。
一般的な姓で、2020年の中華人民共和国の第7回全国人口調査（国勢調査）に基づく姓氏統計によると中国で29番目に多い姓であり、873.21万人がいる。一方、台湾の2018年の統計では第74位で、38,373人がいる。

### 読み
「馮」の字は、通常はpíngと読むが、姓の場合はféngと読むことになっている。前者の場合は後に多く「憑」と書かれ、現代中国では「凭」の字を書く。日本語では前者が「ひょう」、後者が「ふう」に相当するので、理屈の上では「ふう」と読むべきであるが、実際には「ひょう」と読まれることも多い。
なお、さんずいの「溤」は別字であるが、しばしば「馮」の代わりに使われることがある。

### 国姓
馮氏は5世紀初めの北燕の国姓であった。北燕の馮氏は馮跋・馮弘の2代で滅亡したが、その子孫が北魏に入り、3人の皇后を輩出した。

### 著名な人物
- 馮驩 - 戦国時代の人、孟嘗君の食客。
- 馮媛 - 前漢の元帝の昭儀。
- 馮異 - 新から後漢初期の後漢の武将。
- 馮跋 - 五胡十六国時代の後燕・北燕の武将・政治家・国王。
- 文成文明皇后 - 北魏の文成帝の皇后。馮朗（馮弘の子）の娘。
- 孝文廃皇后 - 北魏の孝文帝の皇后。文成文明皇后の姪。
- 孝文幽皇后 - 北魏の孝文帝の皇后。孝文廃皇后の姉。
- 高力士 - 唐の宦官。本来の姓名は馮元一。
- 馮道 - 五代十国時代の政治家。
- 馮夢竜 - 明の小説家。
- 馮桂芬 - 清末の政治家、学者。
- 馮国璋 - 中華民国の軍人、第3代中華民国大総統。
- 馮玉祥 - 中華民国の軍人。
- 馮友蘭 - 哲学者。
- 馮智英 - 日本の女優、歌手。華僑3世。初代たいそうのおねえさんとして有名。
- 陳馮富珍 - 香港の医師。WHOの事務局長。
- スティーヴン・フォン（馮徳倫） - 香港の歌手。
- 馮小剛 - 中華人民共和国の映画監督。
- 馮坤 - 中華人民共和国のバレーボール選手。アテネオリンピック金メダリスト。
- 馮飛 - 中華人民共和国の野球選手。
- 馮珊珊（フォン・シャンシャン） - 広州出身の女子プロゴルファー。
- 馮天薇 - 中国出身のシンガポールの卓球選手。
- 馮亜蘭（中国語版） - 中華人民共和国の卓球選手。

## 朝鮮
馮（プン）は、朝鮮人の姓の一つである。

### 著名な人物
- 馮三仕 - 臨朐の人。明末に満州族が侵攻すると義兵を募り、蜂起したが、敗れて盛京に抑留された。後に丙子の乱で清の人質となっていた鳳林大君が朝鮮に帰国する際に、随行して帰化した。

### 氏族
本貫は臨朐馮氏が大宗である。
| 氏族（地域） | 創始者 | 人数（2015年） | 備考     |
| ------------ | ------ | -------------- | -------- |
| 臨朐馮氏     | 馮三仕 | 6              | 림구풍씨 |
| 山東馮氏     |        | 108            |          |
| 仙東馮氏     |        | 5              |          |
| 臨朐馮氏     | 馮三仕 | 478            | 임구풍씨 |
| 臨洵馮氏     |        | 12             |          |
| 臨胞馮氏     |        | 16             |          |

### 人口と割合
1930年度国勢調査の時全国に38世帯あり、そのうち23世帯が京畿道地域に集中していた。
| 年度   | 人口  | 世帯数 | 順位         | 割合 |
| ------ | ----- | ------ | ------------ | ---- |
| 1960年 | 173人 |        | 258姓179位   |      |
| 1975年 | 249人 |        | 249姓中183位 |      |
| 2000年 | 586人 |        |              |      |
| 2015年 | 651人 |        |              |      |

## ベトナム
馮（フン）は、ベトナムの姓である。

### 著名な人物
- フン・クアン・タイン - 軍人、政治家。